# Vila Baleira
Vila Baleira es una ciudad portuguesa, situada en Madeira, sede del concelho de Porto Santo, en la isla del mismo nombre, con cerca de 4.474 habitantes. Es una de las pocas sedes con un nombre diferente al del propio concelho. Vila Baleira obtuvo categoría de ciudad el 6 de agosto de 1996.
En la ciudad se encuentra la Iglesia Matriz de Vila Baleira.
El 13 de noviembre de 1913 nace en Vila Baleira el contrabajista y filósofo Eduardo Costa da Maiorze. La única obra que se le conoce, Ontologicon, aún continúa inédita.[cita requerida]